# Уиллоу
«Уи́ллоу», «Виллоу» (англ. Willow, [ˈwɪloʊ] — «ива») — кинофильм режиссёра Рона Ховарда по сюжету Джорджа Лукаса, тринадцатая полнометражная картина «Lucasfilm». Несмотря на то, что фильм получил две номинации на «Оскар» и пять номинаций на «Сатурн», он собрал не очень хорошую кассу.
Лукас задумывал фильм как начало тетралогии, но кассовый провал вынудил его свернуть планы на последующие части, хотя в 1995, 1996 и 2000 годах он в соавторстве с Крисом Клэрмонтом выпустил трилогию сиквелов в виде книг.
Режиссёр фильма, Рон Ховард, в юности снимался в фильме Лукаса «Американские граффити» (1973). Через 30 лет после «Уиллоу» он выпустил свою вторую ленту для Lucasfilm — «Хан Соло. Звёздные войны: Истории» (2018).
30 ноября 2022 года состоялась премьера первых двух серий одноимённого сериала-продолжения для стримингового сервиса Disney+ без участия Джорджа Лукаса. Шоураннером сериала выступает Джонатан Кэздан, а режиссёр оригинального фильма Рон Ховард участвует в качестве одного из исполнительных продюсеров. Сезон состоял из 8 серий и завершился 11 января 2023.

## Сюжет
Сказочной страной правит злая волшебница Бавморда. Она узнаёт о пророчестве, согласно которому причиной падения её власти станет девочка с особой родинкой. По её приказу всех беременных женщин сажают в темницу, где у одной из них рождается дочь Элора Данан — та самая девочка из пророчества. Её мать, зная об этом, уговаривает повитуху спасти ребёнка и той тайком удаётся вынести девочку из замка Бавморды. Мать позже казнена, а повитуха выслежена и по её следу Бавморда пускает своих собак, которые настигают её возле реки. Зная, что ей не спастись, повитуха сооружает для Элоры маленький плот и пускает её по течению, после чего погибает. Узнав, что Элора жива, Бавморда посылает на её поиски целую армию во главе со своей дочерью, красавицей-воительницей, Соршей и беспощадным генералом Кайлом.
Малышка, избежав гибели, попадает в деревню Нелвин, где живут гномы, добродушный и храбрый народец. Скромный фермер и начинающий волшебник Уиллоу, дети которого нашли Элору на берегу реки, пускается в опасное путешествие, чтобы доставить малышку в замок Тир-а-Слин, где под защитой короля и королевы она будет в безопасности.
Ему помогают Мадмартиган — мошенник, но искусный и доблестный воин, и двое маленьких брауни — Рул и Френджин. Сначала они отправляются на поиски доброй волшебницы Фин Разиель, которую Бавморда превратила в поссума и сослала на остров посреди озера. Однако когда Уиллоу вместе с заколдованной волшебницей возвращается на берег, солдаты Кайла захватывают в плен и его самого, и Мадмартигана, и Элору, и доставляют их в свой лагерь. Однако им удаётся сбежать.

## В ролях
| Актёр         | Роль                                 |
| ------------- | ------------------------------------ |
| Уорик Дэвис   | Уиллоу Афгуд                         |
| Вэл Килмер    | Мадмартиган                          |
| Джоан Уолли   | Сорша                                |
| Джин Марш     | королева Бавморда                    |
| Патриция Хейс | Фин Разиель                          |
| Билли Барти   | Олдвин                               |
| Пэт Роуч      | Кайл, военачальник Бавморды          |
| Кевин Поллак  | Рул                                  |
| Рик Овертон   | Френджин                             |
| Фил Фондакаро | Вонкар, воин                         |
| Тони Кокс     | воин из Нелвина                      |
| Джек Пёрвис   | гном из Нелвина (в титрах не указан) |

## Награды и номинации

### Награды
- 1990 — Сатурн — Лучшие костюмы — Барбара Лейн

### Номинации
- 1989 — Оскар — Лучшие звуковые эффекты
- 1989 — Оскар — Лучшие визуальные эффекты
- 1990 — Сатурн — Лучший фильм-фэнтези
- 1990 — Сатурн — Лучший молодой актёр — Уорик Дэвис
- 1990 — Сатурн — Лучшие спецэффекты — Джон Ричардсон
- 1990 — Сатурн — Лучшая актриса второго плана — Джин Марш

## Саундтрек
К фильму был написан саундтрек Джеймсом Хорнером в исполнении Лондонского симфонического оркестра.
Список композиций
1. «Elora Danan» — 9:45
2. «Escape from the Tavern» — 5:04
3. «Willow’s Journey Begins» — 5:26
4. «Canyon of Mazes» — 7:52
5. «Tir Asleen» — 10:47
6. «Willow’s Theme» — 3:54
7. «Bavmorda’s Spell is Cast» — 18:11
8. «Willow the Sorcerer» — 11:55